# Національний музей ілюстрації США
Націона́льний музе́й ілюстра́ції США (англ. National Museum of American Illustration) — музей в Сполучених Штатах (Род-Айленд, Ньюпорт), зосереджений на вивченні і збереженні історії ілюстрацій та творчого доробку національних художників-ілюстраторів журналів, книг, реклами тощо.

## Передумови створення

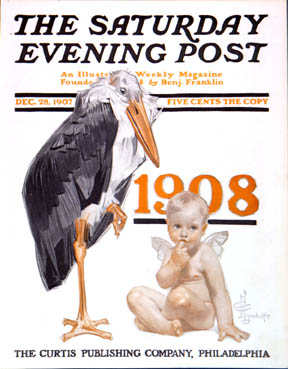
Обкладинка журналу «The Saturday Evening Post» від 28 грудня 1907 р.

Ще в Британії склалась друкарська традиція замовляти художникам малюнки-ілюстрації до різних подій і, особливо, для висвітлення довгих судових процесів. Створення малюнків для газет і періодичних видань успадкувала і друкарська галузь Сполучених Штатів, що наприкінці 19 століття тісно зрослась із всепоглинаючими гігінтами — рекламою, торгівлею і промисловістю США. Навіть розповсюдження гравюрних технік і літографії в Британії не викорінело традицію створення малюнків для газет.

Дещо іншою була ситуація в США, де розповсюдження фотографії швидко витісняло малюнок як такий з газетних шпальт. Низка художників Сполучених Штатів через це була вимушена скоротити власну працю в газетному бізнесі ( Еверет Шинн ) або припинити її. Але був і виняток - створення ілюстрацій для журналів, книг, періодичних видань і реклами виробів окремих фірм. Так, художник з розвиненими колористичними і стилістичними здібностями Джозеф Крістіан Леєндекер роками рекламував коміри фірми Арроу ( «Arrow Collar» ), заробляючи цим на життя. Нізка художників відома лише як талановиті ілюстратори книг, що видавали не тільки для дітей. Періоди історії і піднесення ілюстративного мистецтва в країні і подає в експозиціях Національний музей ілюстрації США.
Музей охоплює період з 1865 до 1945 років — до року припинення видання Saturday Evening Post.

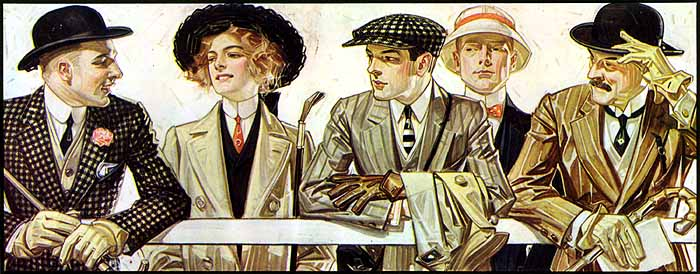
Джозеф Крістіан Леєндекер. Постер для «Arrow Collar» 1907 року.

## Приміщення музею
Музей був заснований 1998 року родиною Катлер. Почався пошук приміщення для закладу на територіях різних штатів. Засновники обрали особняк Вернон в Ньюпорті, Род-Айленд. Палацове приміщення було вибудоване в Золочене століття піднесення економіки США, як заклопотані власним авторитетом і престижем американці називають період піднесення економіки і багатства Сполучених Штатів по закінчені громадянської війни 1861—1865 і до 1893 р., коли відбулась чергова економічна депресія. «Золочене століття» таким чином не тривало і тридцяти п'яти (35) років. Але відбилося появою в країні багатіїв, не обтяжених культурою і традиціями, та побудовою розкішних особняків і садиб з парками, фонтанами і скульптурами. В тридцятирічне «Золочене століття» був вибудований і особняк Вернон, архітектурний проект якого навіяний впливами палацової архтектури Франції 18 ст., в тому числі і спорудами Жермена Бофрана.
Особняк Вернон був вибудований 1898 року фірмою Каррер і Гастингс, що уславилась велетенською побудовою Публічної бібліотеки в Нью-Йорку. 1956 року палацова споруда була продана на аукціоні. До 1972 року приміщення використовували як школу, потім продали і особняк Вернон змінив декількох володарів. 1998 року особняк Вернон перейшов у власність Джуді Гоффман Катлер, котра віддала споруду під музей ілюстрації США. Ще 1969 року Джуді Гоффман Катлер заснувала також Галерею американських ілюстраторів в місті Нью-Йорк, що передувала заснуванню відповідного музею.

## Парк Фредеріка Олмстеда
До складу Національного музею ілюстрації США входить також парк Фредеріка Олмстеда. Він розташований навпроти особняка Вернон. Колись це був самостійний садибний ансамбль з особняком і парком. Особняк належав Джону
Еллісу і був вибудований за проектом архітектора Вільяма А. Поттера. Для упорядкування території Вільям А. Поттер запропонував володарю ландшафтного архітектора із Нью-Йорка Фредеріка Олмстеда (1822-1903), котрий відкрив власний офіс в Брукліні. Це був фактично перший проект Фредеріка Олмстеда на натурі, що підняло його історичну вартість в країні.
1963 року останній володар ділянки поруйнував старовинний особняк, аби суттєво зменшити власні податки на нерухоме майно. А старовинний парк 19 століття був покинутий. Залишки парку, розташовані навпроти особняка Вернон на 12000 квадратних метрів, були придбані 1998 року і поєднані з музеєм. Парк несе меморіальну функцію на честь садівника і ландшафтного архітектора Фредеріка Олмстеда.

## Відомі художники ілюстратори США (неповний перелік)
- Роквелл Норман (1894-1978)
- Джордж Беллоуз (1882-1925)
- Ньюелл Конверс Ваєт (1882-1945)
- Еверет Шинн (1876-1953)
- Роквелл Кент (1882-1971)
- Джозеф Крістіан Леєндекер (1874-1951)
- Вінслов Гомер (1936-1910)
- Рольф Армстронг
- Джон Атертон
- Джойс Баллантайн
- Клиффорд Эшли
- Вільям Елворт
- Герріт Бенекер
- Анна Вілан Беттс
- Етель Франклін Беттс
- Вальтер Биггс
- Франклин Бут
- Дин Корнуелл (1892—1960)
- Метт Кларк
- Мейнард Диксон
- Стеван Доганос
- Хелен Драйден
- Харви Данн
- Бенджамін Эгглстон
- Джон Фалтер
- Антон Отто Фишер
- Харрісон Фишер
- Джеймс Монтгомері Флегг
- Алан Стівенс Фостер
- Паоло Гарретто
- Гарольд Гейз
- Чарльз Дана Гібсон
- Елізабет Шиппен Грін
- Чайлд Хассам (1859-1935)
- Альберт Гертер
- Гай Гофф
- Томас Моран
- Джон Лагатта
- Томас Наст
- Вайолет Оклі
- Максфілд Перриш
- Джеймс Джин (художник) (1979 р.н.)

## Вибрані ілюстрації художників США

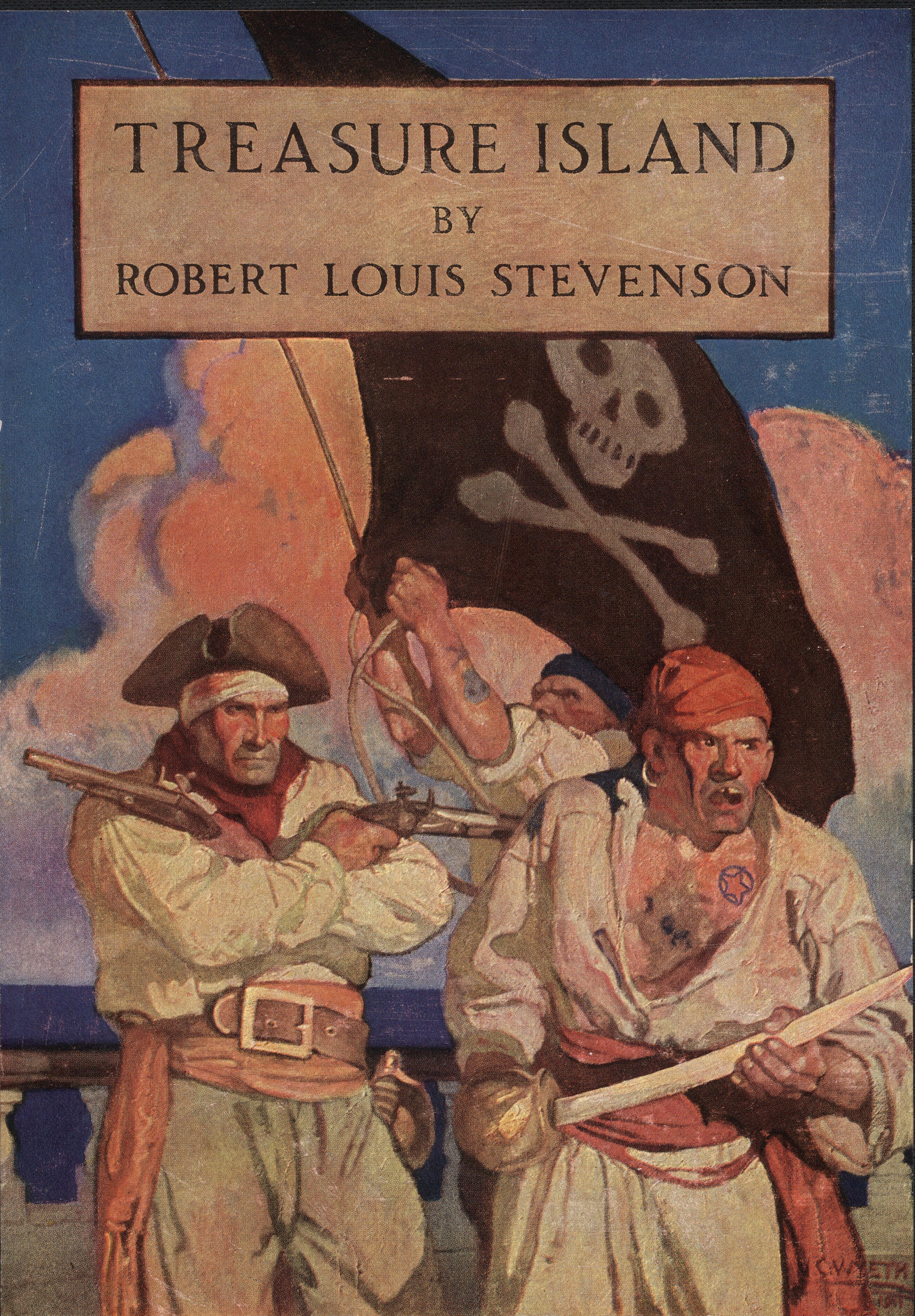
Ньюелл Конверс Ваєт. Обкладинка видання «Острів скарбів», 1911
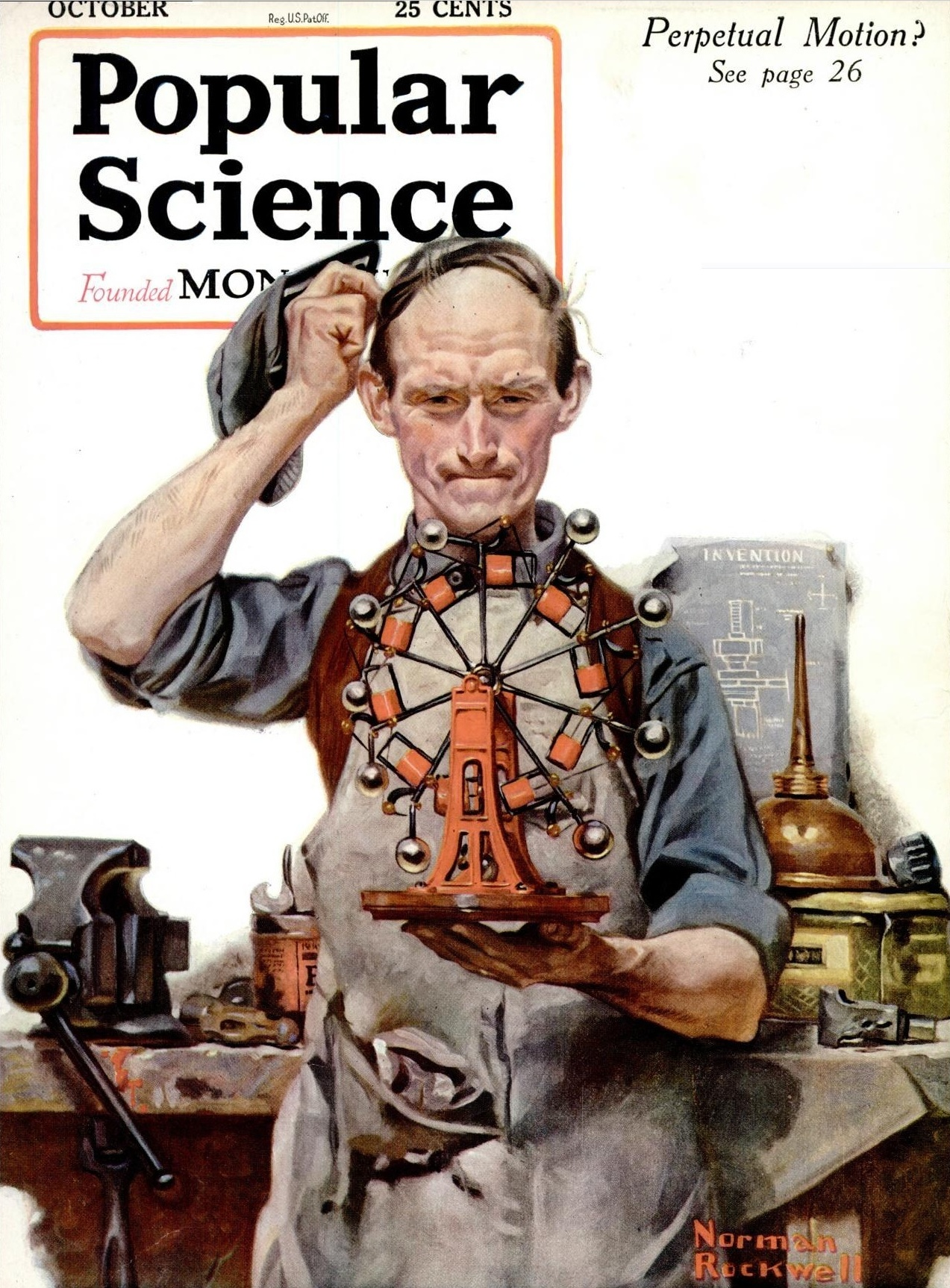
Норман Роквелл. «Вічний двигун», обкладинка журналу «Популярна наука» 1920
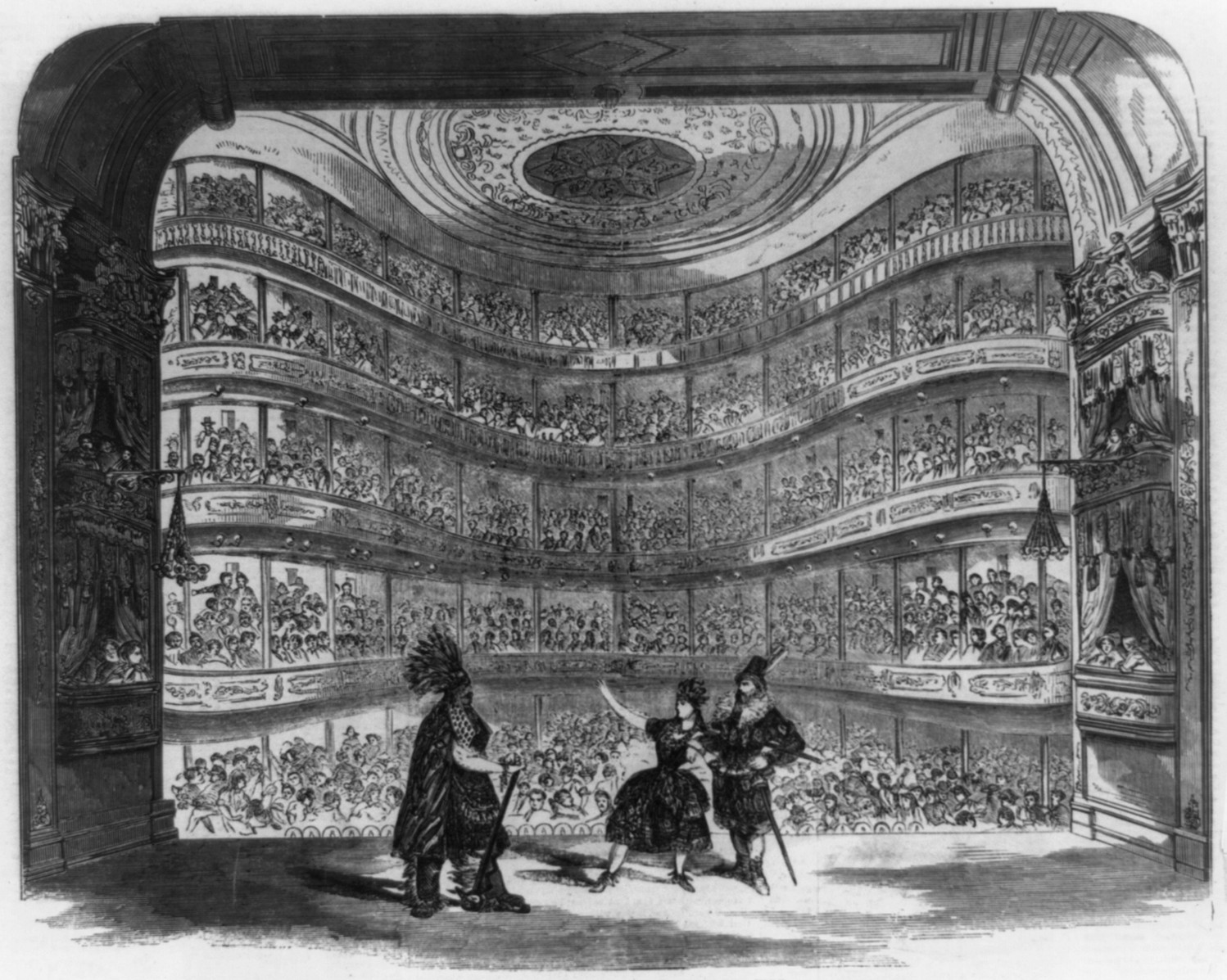
Театр Bowery, Нью-Йорк в газеті Френка Леслі, 1856
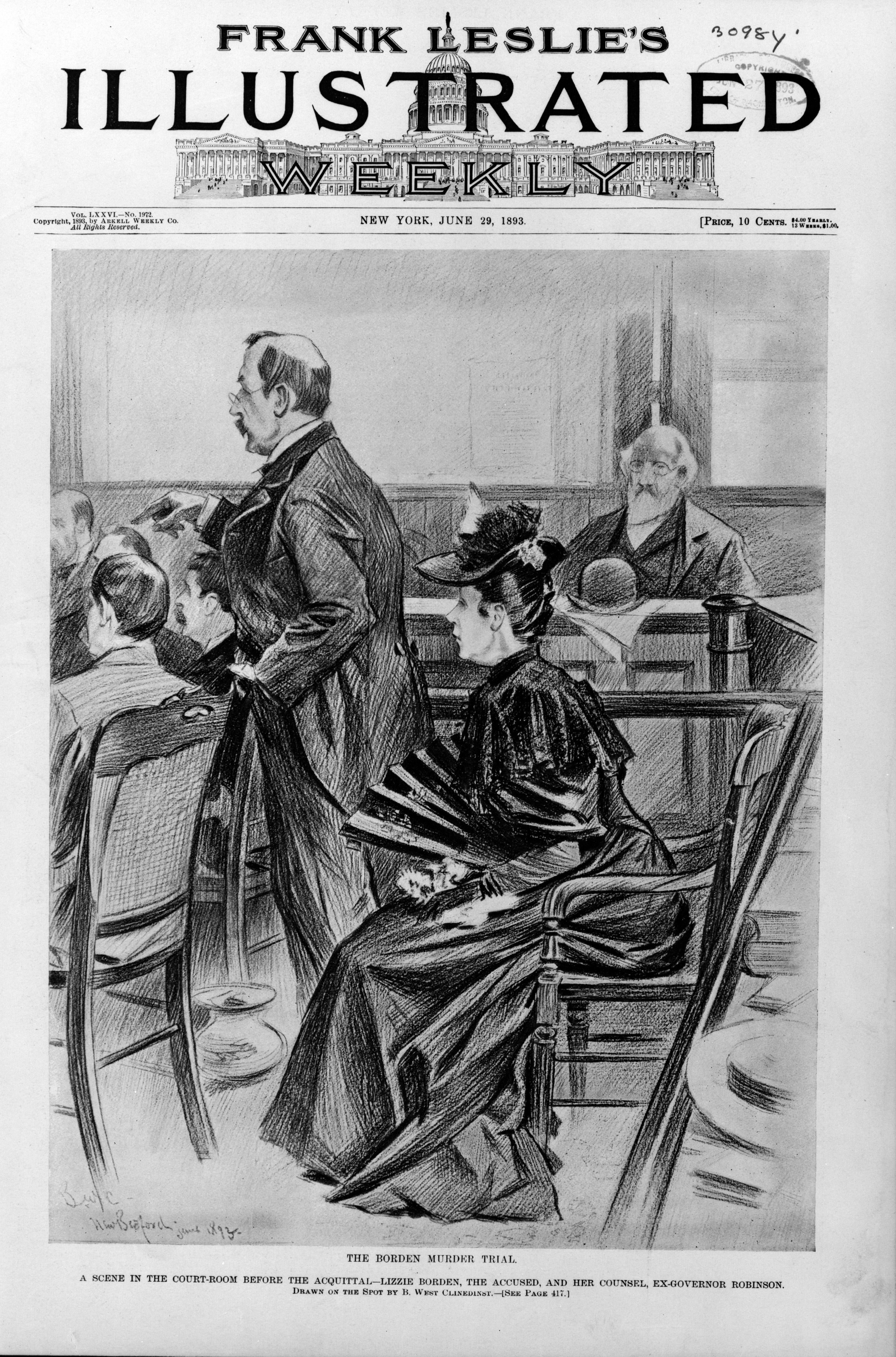
Суд з приводу Борденського убивства в газеті Френка Леслі, 29 червню 1893
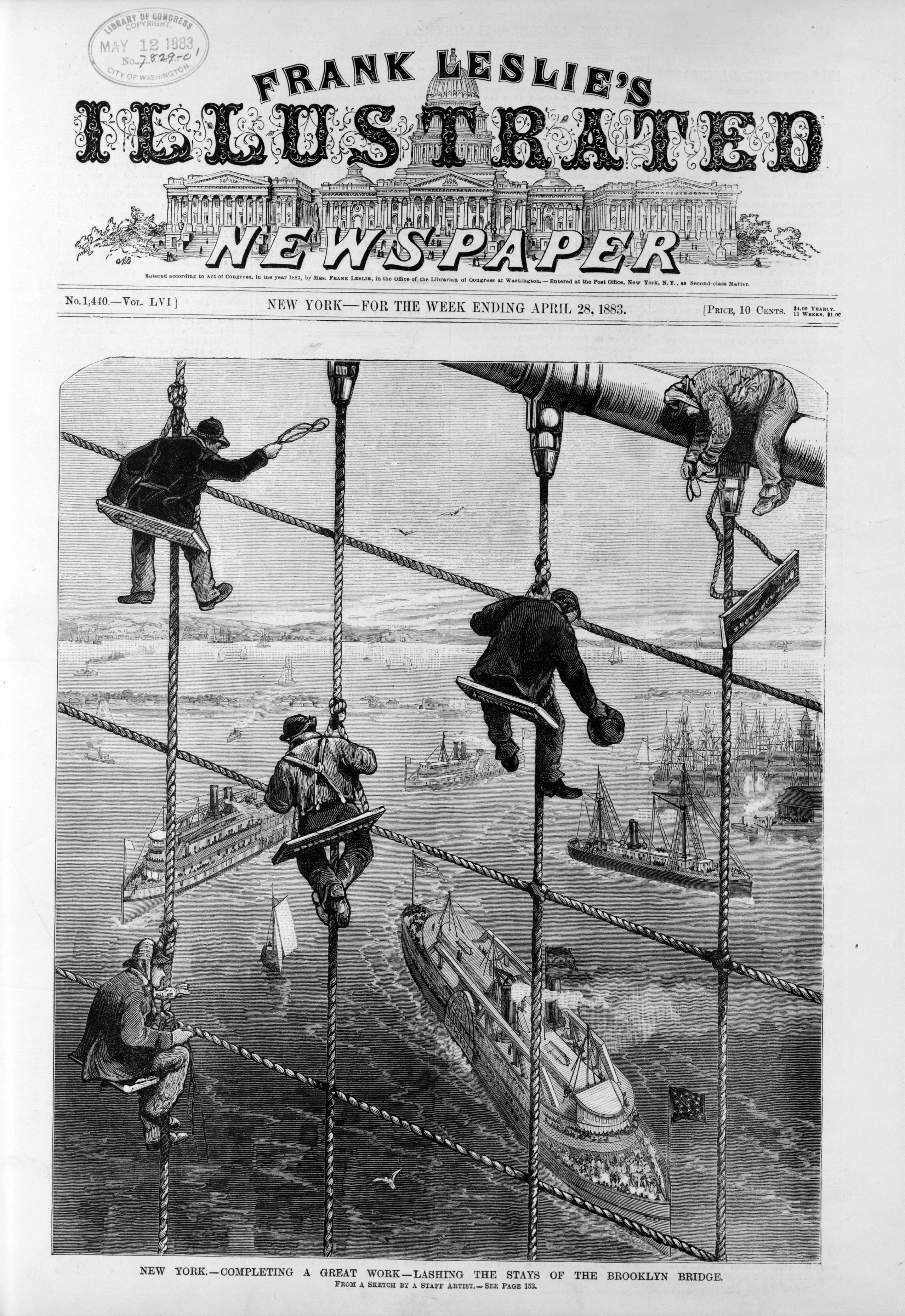
Ілюстрована газета Френка Леслі, 1883
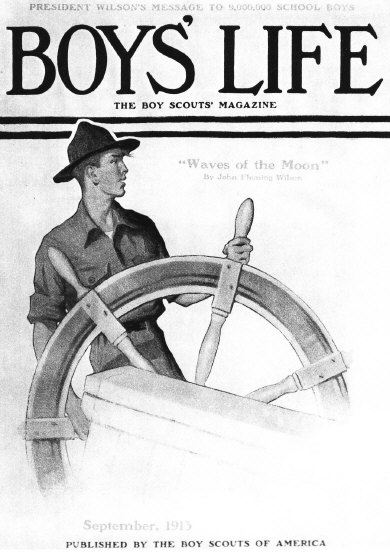
Норман Роквелл. «Скаут за корабельним штурвалом», 1913
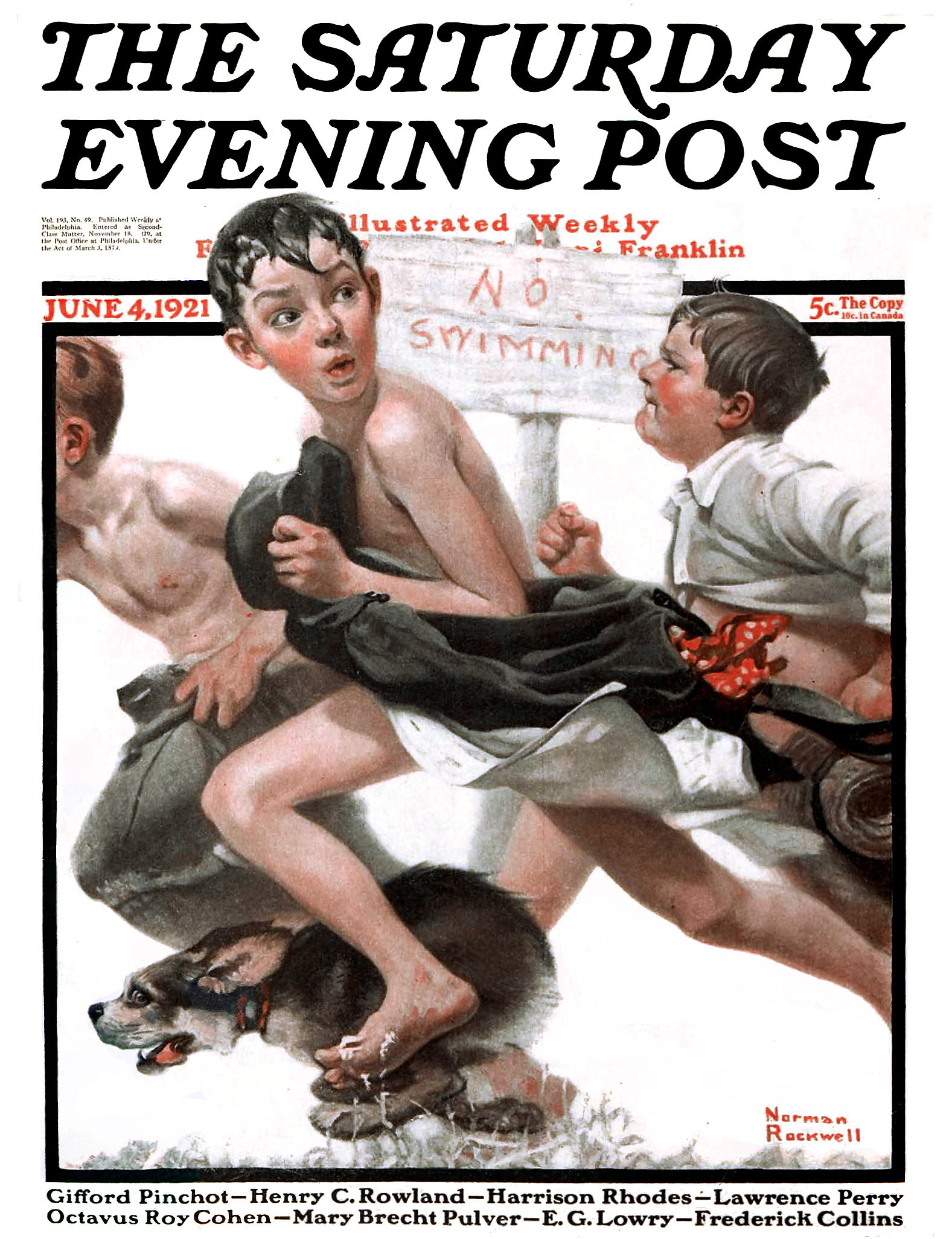
Норман Роквелл. «Не відставай !», обкладинка журналу від 4 червня 1921
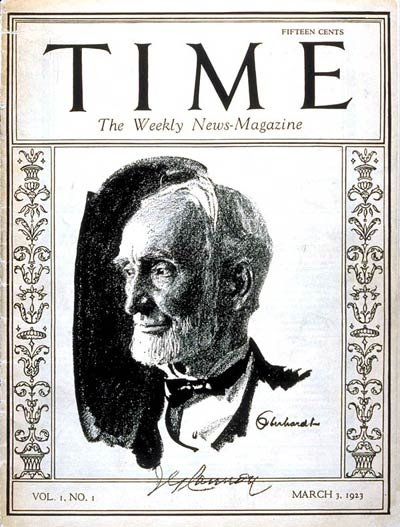
Вільям Оберхард. Обкладинка журналу «Лайф», 3 березня 1923
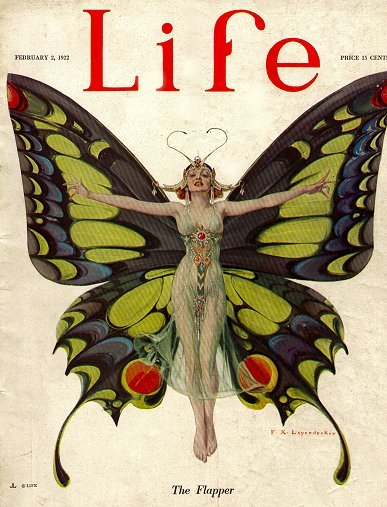
Френк Ксавьє Леєндекер. Обкладинка журналу «Лайф», 2 лютого 1922
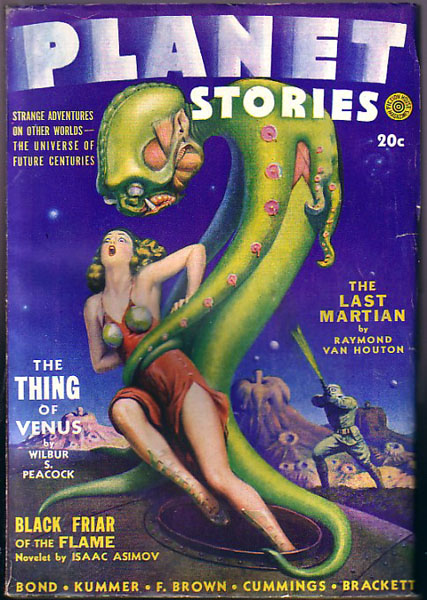
Александр Лейденфрост. Обкладинка журналу фантастики «Планетні оповідання», 1942